# Polyneurini

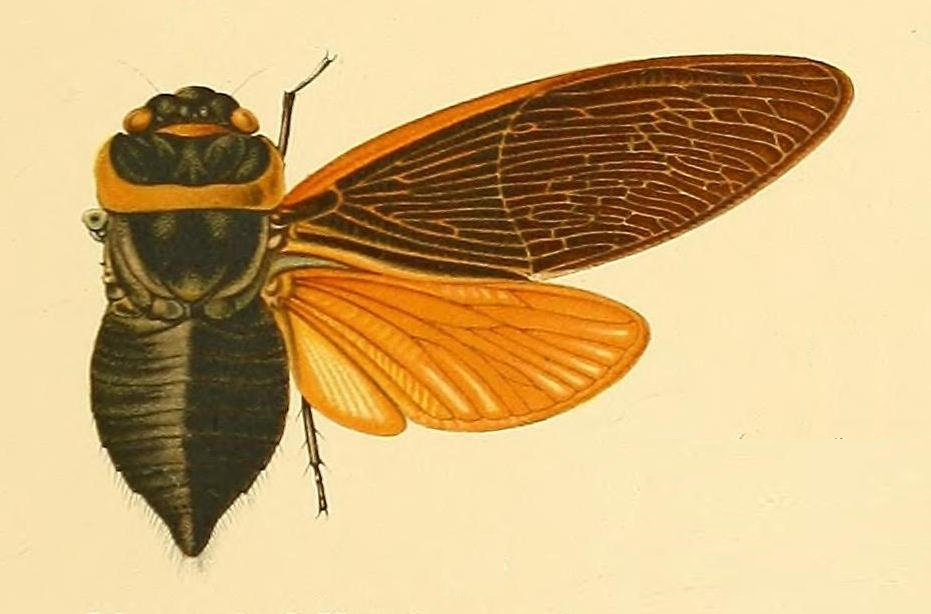

Polyneurini é uma tribo de cigarras dentro da família Cicadidae.